# Tomáš Vincour
Tomáš Vincour (* 19. listopadu 1990, Brno) je bývalý český hokejový útočník. Jeho strýcem je šéf Komety Libor Zábranský a jeho matka (sestra Libora Zábranského) působí u týmu jako fyzioterapeutka.

## Hráčská kariéra

### Manažerská práce
Po skončení sezony 2023/24 dostal Tomáš Vincour nabídku k práci pro klub HC Kometa Brno ve sportovním úseku na pozici skauta a následně oznámil konec kariéry.

## Úspěchy

### Individuální úspěchy
- Nejlepší útočník MS 18' (D1|A) – 2008
- Nejlepší +/− na MS 18' (D1|A) – 2008
- Nejlepší nahrávač MS 18' (D1|A) – 2008
- Nejproduktivnější hráč MS 18' (D1|A) – 2008

### Kolektivní úspěchy
- Zlatá medaile z MS 18' (D1|A) – 2008

## Statistiky

### Klubové statistiky
| Sezóna      | Klub                 | Soutěž      |     | Základní část | Základní část | Základní část | Základní část | Základní část |   | Play off | Play off | Play off | Play off | Play off |
| Sezóna      | Klub                 | Soutěž      | Z   | G             | A             | B             | TM            | Z             | G | A        | B        | TM       |          |          |
| 2005/06     | HC Kometa Brno 20'   | ČHL-20      | 28  | 8             | 10            | 18            | 61            | –             | – | –        | –        | –        |          |          |
| 2005/06     | HC Kometa Brno       | 1.ČHL       | 1   | 0             | 0             | 0             | 0             | –             | – | –        | –        | –        |          |          |
| 2006/07     | HC Kometa Brno 20'   | ČHL-20      | 41  | 15            | 24            | 39            | 58            | –             | – | –        | –        | –        |          |          |
| 2006/07     | HC Kometa Brno       | 1.ČHL       | 4   | 0             | 1             | 1             | 0             | –             | – | –        | –        | –        |          |          |
| 2007/08     | Edmonton Oil Kings   | WHL         | 65  | 16            | 23            | 39            | 36            | –             | – | –        | –        | –        |          |          |
| 2008/09     | Edmonton Oil Kings   | WHL         | 49  | 17            | 19            | 36            | 23            | –             | – | –        | –        | –        |          |          |
| 2009/10     | Edmonton Oil Kings   | WHL         | 33  | 17            | 9             | 26            | 31            | –             | – | –        | –        | –        |          |          |
| 2009/10     | Vancouver Giants     | WHL         | 24  | 12            | 10            | 22            | 17            | 15            | 7 | 6        | 13       | 8        |          |          |
| 2010/11     | Texas Stars          | AHL         | 44  | 5             | 7             | 12            | 10            | 6             | 0 | 1        | 1        | 4        |          |          |
| 2010/11     | Dallas Stars         | NHL         | 24  | 1             | 1             | 2             | 4             | –             | – | –        | –        | –        |          |          |
| 2011/12     | Texas Stars          | AHL         | 22  | 12            | 4             | 16            | 8             | –             | – | –        | –        | –        |          |          |
| 2011/12     | Dallas Stars         | NHL         | 47  | 4             | 6             | 10            | 2             | –             | – | –        | –        | –        |          |          |
| 2012/13     | Texas Stars          | AHL         | 47  | 13            | 15            | 28            | 20            | –             | – | –        | –        | –        |          |          |
| 2012/13     | Dallas Stars         | NHL         | 15  | 2             | 1             | 3             | 2             | –             | – | –        | –        | –        |          |          |
| 2012/13     | Lake Erie Monsters   | AHL         | 6   | 5             | 6             | 11            | 2             | –             | – | –        | –        | –        |          |          |
| 2012/13     | Colorado Avalanche   | NHL         | 2   | 0             | 1             | 1             | 2             | –             | – | –        | –        | –        |          |          |
| 2013/14     | Ak Bars Kazaň        | KHL         | 39  | 6             | 5             | 11            | 12            | 3             | 0 | 2        | 2        | 4        |          |          |
| 2014/15     | Colorado Avalanche   | NHL         | 7   | 0             | 1             | 1             | 2             | –             | – | –        | –        | –        |          |          |
| 2014/15     | Lake Erie Monsters   | AHL         | 38  | 10            | 13            | 23            | 10            | –             | – | –        | –        | –        |          |          |
| 2015/16     | HK Sibir Novosibirsk | KHL         | 45  | 10            | 17            | 27            | 46            | 10            | 1 | 3        | 4        | 6        |          |          |
| 2016/17     | HC Kometa Brno       | ČHL         | 39  | 9             | 13            | 22            | 26            | 7             | 0 | 3        | 3        | 14       |          |          |
| 2017/18     | HC Kometa Brno       | ČHL         | 39  | 10            | 10            | 20            | 22            | 12            | 4 | 2        | 6        | 2        |          |          |
| 2018/19     | Mountfield HK        | ČHL         | 44  | 21            | 10            | 31            | 16            | 4             | 1 | 0        | 1        | 4        |          |          |
| 2019/20     | Mountfield HK        | ČHL         | 20  | 3             | 2             | 5             | 6             | –             | – | –        | –        | –        |          |          |
| 2019/20     | HC Kometa Brno       | ČHL         | 20  | 6             | 7             | 13            | 6             | —             | — | —        | —        | —        |          |          |
| 2020/21     | HC Kometa Brno       | ČHL         | 39  | 6             | 6             | 12            | 4             | 8             | 0 | 1        | 1        | 2        |          |          |
| 2021/22     | HC Kometa Brno       | ČHL         | 47  | 10            | 10            | 20            | 16            | 5             | 1 | 0        | 1        | 2        |          |          |
| 2022/23     | HC Kometa Brno       | ČHL         | 33  | 3             | 7             | 10            | 2             | 7             | 0 | 2        | 2        | 0        |          |          |
| 2023/24     | HC Kometa Brno       | ČHL         | 34  | 8             | 5             | 13            | 16            | 6             | 0 | 1        | 1        | 2        |          |          |
| NHL celkově | NHL celkově          | NHL celkově | 95  | 7             | 10            | 17            | 12            | –             | – | –        | –        | –        |          |          |
| ČHL celkově | ČHL celkově          | ČHL celkově | 315 | 76            | 70            | 146           | 114           | 49            | 6 | 9        | 15       | 26       |          |          |

## Reprezentace
| Rok                    | Tým                    | Soutěž                 | Z  | G  | A  | B  | TM |
| ---------------------- | ---------------------- | ---------------------- | -- | -- | -- | -- | -- |
| 2007                   | Česko 18               | MS-18                  | 6  | 1  | 2  | 3  | 2  |
| 2008                   | Česko 18               | MS-18 (D1A)            | 5  | 2  | 11 | 13 | 2  |
| 2009                   | Česko 20               | MSJ                    | 6  | 0  | 3  | 3  | 2  |
| 2010                   | Česko 20               | MSJ                    | 5  | 0  | 4  | 4  | 2  |
| Juniorská reprezentace | Juniorská reprezentace | Juniorská reprezentace | 88 | 19 | 68 | 87 | 64 |